# Soga no Murajiko
Soga no Murajiko (蘇我連子, [[[611]] - 664] Erro: {{japonês}}: texto da transliteração contém caractere não latino (pos 17) (ajuda)), foi um nobre que viveu no Período Asuka da história do Japão.
Pertenceu ao clã Soga. Era filho de Soga no Kuramaro e irmão de Kurayamada.
Durante o governo da Imperatriz Saimei foi nomeado Ren daijin (連大臣, Ministro da Comunicação). Em 662 Murajiko se tornou Udaijin durante o reinado do Imperador Tenji até seu falecimento em 664.
| Precedido por Ōtomo no Nagatoko | 3º Udaijin (662 - 664) | Sucedido por Nakatomi no Kane |